# 魔法老師幼幼班
《魔法老師幼幼班》，是YUI負責作畫的日本漫畫作品，是赤松健原作漫畫《魔法老師》的衍生漫畫，但沒有魔法元素。

## 提要
《魔法老師幼幼班》是《魔法老師》的衍生漫畫，於講談社《別冊少年Magazine》2010年10月號（2010年9月9日發售）至2011年11月號（2011年10月8日發售）連載完畢，全15話，每一話的名稱格式是“第×堂課”（×げんめ）；另於《週刊少年Magazine》2011年22、23合併號刊登特別篇。中文版在東立出版社《月刊新少年快報別冊》2011年3月號開始連載，連載完畢期數不明。單行本全1冊，講談社發行，東立出版社代理臺灣及香港中文版，Kodansha Comics USA代理英文版。

## 故事簡介
麻帆良學園都市內的幼稚園「麻帆良幼稚園」（まほら幼稚園），來了2位新進教師：涅吉·史普林菲爾德與犬上小太郎。麻帆良幼稚園學生神樂坂明日菜用盡方法想拉近自己與涅吉的距離，但是每次都落空，反而造成一堆騷動。

## 登場角色
注意：部分角色原名與《魔法老師》不同。
涅吉·史普林菲爾德
麻帆良幼稚園新進教師，個性溫柔。沒戴眼鏡，但少年時期有戴眼鏡。其父納吉·史普林菲爾德是麻帆良幼稚園園長，但未登場。
犬上小太郎
麻帆良幼稚園新進教師，與涅吉同時到任，是涅吉的親友。不擅長記憶學生姓名。
神樂坂明日菜
涅吉班上的問題學生，單行本唯一封面人物。喜歡惡作劇，但也有溫柔的一面。有虹膜異色症：右眼為綠色，左眼為藍色。對年齡比自己大的涅吉一見鍾情，極力想拉近自己與涅吉的距離，但是每次都失敗，反而造成一堆騷動。把同樣喜歡涅吉的和香視為情敵。
近衛木乃香
涅吉班上的學生，明日菜的親友。個性天然呆，常因說出明日菜的真心話而淪為明日菜的出氣筒。
櫻咲剎那
涅吉班上的學生，木乃香的親友。把保護木乃香視為自己的使命，隨身攜帶木刀。
雪廣綾香
涅吉班上的學生，通稱「班長」。常常與明日菜爭吵、打架，但實際上她們是知心好友。
佐佐木蒔繪
涅吉班上的學生，會新體操。
宮崎和香
涅吉班上的學生，個性內向容易臉紅，喜歡涅吉。喜歡閱讀，夢想成為繪本作家。
綾瀨夕映
涅吉班上的學生，夢想成為編輯，多次閱讀和香畫的繪本。閱讀明日菜畫的繪本之後，直言明日菜的畫圖能力與說故事能力太糟糕。
葉加瀨聰美
涅吉班上的學生，在園內地下室設有秘密實驗室，平常在制服外穿實驗衣。
絡繰茶茶丸
聰美製造的機器人，涅吉班上的學生，個性親切，擅長肢體表演冷笑話。
和泉亞子
涅吉班上的學生，害怕看到血，隨身攜帶OK繃。
依文潔琳·A·K·麥道威爾
涅吉班上的問題學生，是一個吸血鬼，想要支配全園學生。與茶茶丸及夏美合組「吸血鬼戰隊」在園內惡作劇，由她的蝙蝠群變成吸血鬼戰隊制服。起初不知道茶茶丸是機器人，伸出兩根犬齒想要咬茶茶丸以吸血，結果咬斷了一根犬齒。
村上夏美
涅吉班上的學生，長相不起眼，園內沒幾個人叫得出她的名字。喜歡小太郎。為了提升自己的知名度，與依文潔琳及茶茶丸合組吸血鬼戰隊在園內惡作劇，卻總是被依文潔琳與茶茶丸晾在一旁。被小太郎直呼其名，覺得很高興，脫離吸血鬼戰隊；卻因身上形成吸血鬼戰隊制服的蝙蝠群飛走，而在小太郎面前全裸，羞得一拳打在小太郎臉上。
長谷川千雨
涅吉班上的學生，意外變成網路偶像。
古菲
涅吉班上的學生。
大河內晶
涅吉班上的學生。
長瀨楓
涅吉班上的學生，是一個忍者。
春日美空
涅吉班上的學生。
四葉五月
涅吉班上的學生，有職業級的料理能力。
椎名櫻子
涅吉班上的學生。
柿崎美砂
涅吉班上的學生。
釘宮圓
涅吉班上的學生。
朝倉和美
涅吉班上的學生，隨身攜帶相機，自主製作園內報紙《麻帆良新聞》。
相坂小夜
涅吉班上的學生，是一個幽靈。
那波千鶴
涅吉班上的學生。
鳴瀧風香
涅吉班上的學生。
鳴瀧史伽
涅吉班上的學生。
龍宮真名
涅吉班上的學生，擅長用槍。
超鈴音
涅吉班上的學生，精通武術、料理、最先進科學、東洋醫學。
札吉·雷妮蒂
涅吉班上的學生，個性極度無口。
安娜·可可羅瓦
涅吉的青梅竹馬，通稱「阿妮亞」，職業不明。
阿爾比雷歐·伊馬
納吉的朋友，自稱「雷之古奈爾（古奈爾·桑塔斯）」，經常代替納吉指導園內老師。總是面帶微笑，但講話狠毒。

## 出版書籍
| 卷數 | 講談社         | 講談社                 | 東立出版社    | 東立出版社             |
| 卷數 | 發售日期       | ISBN                   | 發售日期      | ISBN                   |
| ---- | -------------- | ---------------------- | ------------- | ---------------------- |
| 全   | 2011年11月17日 | ISBN 978-4-06-384589-1 | 2012年12月5日 | ISBN 978-986-324-103-4 |

## 外部連結
- 魔法老師幼幼班（漫畫）在動畫新聞網百科全書中的資料（英文）